# Парфеньево (Парфеньевский район)
Парфе́ньево — село в Костромской области России. Административный центр Парфеньевского района и Парфеньевского сельского поселения.

## География
Расположено на реке Нея, в 197 км к северо-востоку от областного центра города Костромы. До ближайшей железнодорожной станции Николо-Полома — 18 км.

## История
Первыми людьми, населившими заволжские леса, были смешанные племена финно-угорской группы. Они селились по берегам водоёмов, проникая вглубь территории по рекам. Память об этих племенах сохранилась в топонимических названиях, таких как названия рек Нея, Нельша, Монза, распространённых в Парфеньевском районе.  В IX веке началось расселение славян с юга на север, преимущественно с запада, со стороны Новгород.  По мнению краеведов, коренные жители Парфеньева, отличающиеся «продолговатыми лицами, большими с горбинкой носами», являются потомками новгородцев. На это указывает и характерный «цокающий» говор,  в котором «ч» заменяется на «ц» («пецка» вместо «печка», «боцка» вместо «бочка»).
Парфеньево — бывший город, затем посад и село, ныне центр Парфеньевского района. Существует две основные версии происхождения названия села. Согласно первой версии, высказанной писателем С. В. Максимовым, Парфеньево названо по имени монаха Парфения, основавшего здесь монастырь. Однако краевед Д. Ф. Белоруков ставит эту версию под сомнение, указывая, что монастырь в Парфеньеве, известный как «Рождественский монастырь, что на ямах Черного бору на реке Нее», был основан позднее, в XVII веке, и его название не связано с именем Парфения.  Более вероятной, по мнению Д. Ф. Белорукова, является вторая версия, связывающая название с фамилией строителя крепости — дьяка Разрядного приказа Парфеньева, которые в начале XVI века направлялись из Москвы для строительства крепостей.
Парфеньев возник как крепость на берегу реки Нея на месте деревни Кочево, прикрывая с востока важный административно-военный центр — город Галич.  К моменту основания Парфеньева Золотая Орда распалась, образовав Крымское, Казанское и Ногайское ханства.  Казанское ханство граничило с Галичским уездом по рекам Межа, Ветлуга и Уста. Восточную границу уезда населяли марийцы, союзники и вассалы Казани, совершавшие набеги на русские земли. Для защиты от этих набегов Московское правительство разделило пограничные уезды на военно-административные районы — «осады», в центрах которых были построены крепости.  Наряду с Парфеньевым, крепости были построены в Любим, Судай, Кадый, Кологрив.  Первое упоминание о Парфеньеве относится к 1523 году. В Галичской летописи под 1523 годом записано о набеге татар и черемисов на галичские волости и разорении великокняжеской заставы в Парфеньеве:
В лето 1523 года сентября в 15 день приходили татаровя и черемиса в галицкие волости и поплениша их много и людей иссекоша, и заставу великого князя в Парфеньеве разгнаша а воевод ссекоша а иных в полон поведоша.
Крепость в Парфеньеве была заложена в 1520—1522 годах, в правление Василия III. Место для крепости было выбрано на Соборной горе, на высоком берегу реки Неи. Место было выбрано стратегически: мыс коренного берега,  с запада защищенный оврагом ручья Течера (современная Комсомольская улица), а с юга и востока — крутыми склонами горы. Перешеек, соединявший мыс с коренным берегом, был перерыт рвом, превратив Соборную гору в остров. Высота горы была искусственно увеличена за счет земли, вынутой при рытье рва. Крепость была сооружена из деревянных срубов-«городней» размером 3х6 метров, поставленных вплотную друг к другу, образуя крепостную стену.  Сверху городни были прикрыты двухскатной крышей. По периметру располагалось семь башен, пять из которых были угловыми. Башни были двухэтажными, с бревенчатым полом-«мостом», и выступали за линию стен для ведения флангового огня.  На верхних этажах башен размещались лёгкие пушки, а на Промежуточной башне была устроена смотровая площадка. Проезжая башня с воротами для въезда в крепость находилась на месте современных входных ворот на территорию церкви. Через ров перед башней был перекинут деревянный мост. Вероятно, ров заполнялся водой из реки Неи, русло которой в XVI-XVIII веках проходило ближе к крепости, чем сейчас. Земля под крепость принадлежала деревне Кочнево и боярину Бучину, у которого правительство выкупило её, переселив крестьян в соседние слободы, жители которых получали льготы.
Одновременно с крепостью была построена деревянная церковь Ризоположения, на месте которой сейчас стоит каменная Воскресенская церковь. На колокольне Ризоположенской церкви размещался набатный колокол, звонивший в случае опасности или пожара. Внутри крепости находились приказная изба, где работал городовой приказчик (позже воевода), разбирал споры и судил; изба подьячего-секретаря; тюрьма для разбойников и «опальная» тюрьма для сосланных из Москвы служилых людей. В северо-западной части крепости располагалась тюрьма, а в стороне от жилых помещений располагались сараи с запасами вооружения и продовольствия, а также погреб с порохом и свинцовыми ядрами для пушек.  Обслуживали пушки штатные пушкари, наделённые землёй в окрестных слободах.
Парфеньев был центром Парфеньевской осады Галичского уезда, состоявшей из трёх волостей. В XVII веке, с расширением границ Московского государства на восток, Парфеньев утратил военное значение, крепость постепенно разрушалась, пушкари перешли к ремеслам.  Торговый тракт из Вятки и Казани на Галич, Петербург, Вологду и Архангельск проходил через Парфеньев, способствуя развитию торговли.  По пятницам в Парфеньеве проводились базары, оживлявшие тихий посад.  Главной торговой улицей Парфеньева стала Большая Посадская улица (современная улица Ленина), где располагались лавки, балаганы и велась ярмарочная торговля. В Пожарном переулке торговали хозяйственными товарами, в Конном — скотом, а в конце Посадской улицы — дровами и сеном.  В посаде действовало шесть трактиров и кабак, известный с 1617 года.
В 1708 году город Парфеньев в составе уезда вошёл в Архангелогородскую губернию. В 1719 году стал центром Парфеньевского уезда Галицкой провинции Архангелогородской губернии. В 1708 году, в связи с Северной войной и реформами Петра I, в Парфеньеве был расквартирован Казанский пехотный полк, для которого был выстроен штабной двор Полковушка на горе. Местное население было обязано содержать войска. В ходе реформы Екатерины II в 1778 году Парфеньев был понижен в статусе до заштатного города и присоединён к Галичской провинции.  В 1797 году утратил статус города окончательно, став посадом в Кологривском уезде Костромской губернии.  Потеряв статус уездного города, Парфеньев, по выражению краеведов, «пребывал в полудреме», не развивая промышленность и ремёсла.  В XIX веке основной частью населения посада были мещане, также проживали купцы, духовенство и дворяне.  Основными занятиями жителей были сбор грибов, рыболовство и гончарное дело.
В XIX веке в Парфеньеве велось каменное строительство церквей взамен деревянных. В 1790 году на территории крепости была построена каменная зимняя церковь, ставшая соборной — Воскресенская церковь. В 1848 году были построены каменные летняя Ризоположенская церковь и Рождественская церковь.  В XIX веке в Парфеньеве появились приходское училище (1835) и земская больница (1878), земским врачом в которой долгое время работал и внёс большой вклад в развитие медицины и общественной жизни А. Т. Виноградов.
В советское время Парфеньево вновь приобрело статус районного центра, но уже в качестве села. В 1930-е годы были разрушены многие церкви, в том числе Рождественская церковь, до сих пор находящаяся в полуразрушенном состоянии. В 1937 году была разрушена деревянная часовня в ограде Ризоположенской церкви.  В годы Великой Отечественной войны Парфеньевский район отправил на фронт 4010 человек, из которых 756 погибли, 277 умерли от ран, 987 пропали без вести, а 20 оказались в плену. В послевоенные годы село развивалось как центр лесозаготовки и переработки сельхозпродукции. В 1990-е годы Парфеньевский леспромхоз был разделён на лесхоз и лесокомбинат, а в сельском хозяйстве наметился спад.
С 1928 года является административным центром Парфеньевского района.

## Население
| 1872  | 1897  | 1959  | 1970  | 1979  | 1989  | 2002  |
| ----- | ----- | ----- | ----- | ----- | ----- | ----- |
| 872   | ↗1267 | ↗2339 | ↗2414 | ↗2682 | ↗3032 | ↘2936 |
| 2008  | 2010  | 2014  |       |       |       |       |
| ↗3050 | ↘2867 | ↗2963 |       |       |       |       |

## Экономика
Основными отраслями хозяйства села являются заготовка древесины и переработка сельскохозяйственной продукции. В современном Парфеньеве отсутствуют крупные промышленные предприятия.  Традиционными промыслами для Парфеньева были сбор грибов, рыболовство и гончарное дело.

## Достопримечательности
Главными достопримечательностями села являются храмы на Соборной горе и музеи.  В Парфеньево сохранились несколько старинных церквей — церковь Церковь Воскресения Христова (1790 г.) — действующая, построенная на месте более ранней деревянной церкви Ризоположенской, возведенной одновременно с крепостью.  Ризоположенская церковь того же прихода, (1848 г., в советское время частично перестроена под кинотеатр) — реставрируется, а также Рождественская церковь (1842 г.), заброшенная.  В селе сохранился дом земского врача А. Т. Виноградова (1879), в котором расположен краеведческий музей.  В окрестностях Парфеньева известны памятники природы — плодоносящие кедровые сосны и 270-летний дуб.  Река Нея популярна среди туристов-байдарочников.

## Культура, наука, образование
В селе действует Парфеньевский краеведческий музей. Музей расположен в двухэтажном деревянном доме 1879 года постройки, бывшем доме земского врача А. Т. Виноградова, в котором объединены экспозиции музея с 1999 года.  Музей был основан в 1968 году как сельская картинная галерея — филиал Костромского музея изобразительных искусств. Инициатором создания галереи был местный художник Павел Николаевич Ухов. Первоначально галерея размещалась в здании райисполкома, а её коллекция пополнялась работами московских художников и скульпторов, знакомых П. Н. Ухову. В 1986 году в Парфеньеве был открыт Литературно-художественный музей, экспозиции которого были посвящены творчеству писателей-уроженцев Парфеньева — С. В. Максимова и С. Н. Маркова, , . В 1999 году сельская картинная галерея и Литературно-художественный музей были объединены в единый музей, разместившийся в доме Виноградова и являвшийся филиалом Костромского государственного историко-архитектурного и художественного музея-заповедника до 2018 года, .  28 апреля 2018 года, решением собрания депутатов Парфеньевского района, музей получил статус муниципального краеведческого музея, изменив статус и профиль, .
Экспозиции музея посвящены истории села Парфеньево, Парфеньевского района, жизни и творчеству писателя С. В. Максимова, традиционным промыслам, а также коллекции купеческой мебели XIX—начала XX веков.  В фондах музея хранится 3279 единиц хранения, включая коллекции живописи, графики, дерева, нумизматики и мебели. Музей проводит экскурсии по экспозициям, историческим местам Парфеньева, а также предлагает образовательную программу «От краеведения к краелюбию» для детей. В селе действует народный театр, детская школа искусств и районная библиотека.
Ранее в статье упоминался Парфеньевский литературно-художественный музей, основанный в 1967 году П. Н. Уховым.  Вероятно, речь идет о раннем этапе подготовки к открытию музея, фактически основанного как галерея в 1968 году.
- Парфеньевский литературно-художественный музей. Архивировано из оригинала 22 мая 2013 года. Основан в 1967 году.

## Средства массовой информации

### Печатные
- Общественно-политическая газета «Парфеньевский вестник», издающаяся с 1949 года под разными названиями («Путь Ленина», «Красное знамя»)[3] [21].

## Известные люди
- Максимов, Сергей Васильевич — писатель-этнограф, родился в Парфеньеве.
- Марков, Сергей Николаевич — поэт, прозаик, историк, родился в Парфеньеве.
- Ухов, Павел Николаевич — художник, основатель музея.
- Белоруков, Дмитрий Федорович — краевед, историк Костромского края, уроженец Парфеньева.
- Бородкин, Юрий Серафимович — писатель, детство и юность прошли в Парфеньевском районе.
- Иноземцева, Татьяна Николаевна — поэтесса, работала в Парфеньевском районе.

### Карты
- Вид из космоса (Google maps)
- Парфеньевское поселение на карте Wikimapia Архивная копия от 11 июня 2020 на Wayback Machine
- Лист карты O-38-XIV. Масштаб: 1 : 200 000. Состояние местности на 1982 год. Издание 1989 г.